# Aurelio
Aurelio es un nombre de pila masculino de origen latino en su variante en español, del nomen propio de la gens Aurelia. Su significado es "resplandeciente, dorado".

## En otros idiomas
| Variantes en otras lenguas | Variantes en otras lenguas |
| -------------------------- | -------------------------- |
| Español                    | Aurelio                    |
| Alemán                     | Aurel                      |
| Asturiano                  | Oreliu, Oreyán             |
| Azerí                      | Avreli                     |
| Bosnio                     | Aurelije                   |
| Búlgaro                    | Аврелий (Avrelij)          |
| Catalán                    | Aureli, Oriol              |
| Checo                      | Aurelius                   |
| Corso                      | Aureliu                    |
| Croata                     | Aurelije                   |
| Danés                      | Aurelius                   |
| Eslovaco                   | Aurelius                   |
| Esloveno                   | Avrelij                    |
| Esperanto                  | Aŭrelio                    |
| Estonio                    | Aurelius                   |
| Euskera                    | Aurelio                    |
| Finlandés                  | Aurelius                   |
| Francés                    | Aurèle                     |
| Galés                      | Aurelius                   |
| Gallego                    | Aurelio                    |
| Georgiano                  | ავრელიუსი (Avreliusi)      |
| Griego                     | Αυρήλιος (Aurēlios)        |
| Húngaro                    | Aurelius                   |
| Inglés                     | Aurelius                   |
| Islandés                   | Árelíus                    |
| Italiano                   | Aurelio                    |
| Latín                      | Aurelius                   |
| Letón                      | Aurēlijs                   |
| Lituano                    | Aurelijus                  |
| Neerlandés                 | Aurelius                   |
| Noruego                    | Aurelius                   |
| Polaco                     | Aureliusz                  |
| Portugués                  | Aurélio                    |
| Rumano                     | Aureliu                    |
| Ruso                       | Аврелий (Avrelij)          |
| Sardo                      | Aurèliu                    |
| Serbio                     | Аурелије (Aurelije)        |
| Siciliano                  | Aureliu                    |
| Sueco                      | Aurelius                   |
| Turco                      | Aurelius                   |
| Ucraniano                  | Аврелій (Avrelij)          |

## Personas
- Aurelio Arteta, pintor español.
- Aurelio Arturo, poeta colombiano.
- Aurelio Baldor, matemático y abogado cubano.
- Aurelio Cabrera, restaurador, pintor, escultor, lingüista, arqueólogo e historiador español.
- Aurelio Casillas, personaje ficticio emblemático de la serie El señor de los cielos (Telemundo) {2013}
- Aurelio de Asturias, rey de Asturias (768-774)
- Aurelio Escobar Castellanos, fotógrafo y sindicalista mexicano.
- Aurelio Estrada Morales, militar y político nicaragüense.
- Aurelio González Ovies, escritor español.
- Aurelio Íñigo, dirigente anarquista español.
- Aurelio Iragorri Hormaza, político colombiano.
- Aurelio Iragorri Valencia, político colombiano.
- Aurélio de Lira Tavares, militar brasileño.
- Aurelio París Sanz de Santamaría, empresario colombiano.
- Aurelio Pérez Martínez, pintor español.
- Aurelio Rodríguez-Vicente Carretero, escultor español.
- Aurelio Saffi, político italiano.
- Aurelio Suárez, pintor español.
- Aurelio Tello, compositor clásico y musicólogo peruano.
- Aurelio Teno, escultor español.
- Aurelio Víctor, historiador y político del Imperio romano.
- Aureli Maria Escarré, religioso español.
- Marco Aurelio, emperador romano (161-180).
- Aurelio Valencia Gómez, caricaturista (yeyo) y pintor colombiano.
- Aurelio Guzmán Berro fue un poeta, periodista y político uruguayo.

## Variantes
- Aureliano
- Femenino: Aurelia.

## Santoral
27 de julio: San Aurelio, mártir en Córdoba (España) (†852).

## Divisiones administrativas
- San Martín del Rey Aurelio, concejo de Asturias, en España.